# 马重雍
马重雍（1903年—1990年），又名马殿武，男，回族，甘肃张家川人，中华人民共和国伊斯兰教人物，哲赫忍耶北门派主持人，曾任甘肃省政协副主席，中国伊斯兰教协会常务委员。